# Moses James
Pour les articles homonymes, voir James.
Moses James est un boxeur nigérian né le 25 juin 1968.

## Carrière
Moses James est médaillé de bronze aux Jeux africains de Nairobi en 1987 dans la catégorie des poids plumes. En 1991, il est médaillé d'or dans la catégorie des poids plumes aux Jeux africains du Caire, s'imposant en finale contre l'Ougandais Godfrey Wakaabu, puis médaillé de bronze dans la même catégorie aux championnats du monde de Sydney.
Aux Jeux olympiques d'été de 1992 à Barcelone, il est éliminé au premier tour dans la catégorie des poids coqs par le Philippin Arlo Chavez (en).